# Atanasio I di Napoli
Atanasio (Napoli, 830 circa – Veroli, 15 luglio 872) è stato un vescovo italiano, vescovo di Napoli dall'849 all'872.
Pastore insigne, fu strenuo difensore dei diritti e della libertà della Chiesa contro le ingerenze del potere temporale. Di famiglia ducale, figlio di Sergio I di Napoli, si scontrò persino con il nipote Sergio II, reo di aver fatto imprigionare alcuni sacerdoti, di aver depredato alcune chiese fino al punto di giungere a pretendere il tesoro della Cattedrale.
Considerato santo dalla Chiesa cattolica, è compatrono di Napoli.

## Vita
Formatosi spiritualmente e culturalmente alla scuola di Giovanni IV lo Scriba, da questi fu ordinato diacono ed a soli diciotto anni fu assegnato alla basilica di Santa Maria Maggiore.
Nominato vescovo di Napoli da papa Leone IV, fu consacrato il 22 dicembre 849 nella Basilica Vaticana.
Durante la sua attività pastorale formò un collegio di sacerdoti, detti canonici ebdomadari, teso alla formazione circa il canto liturgico e le sacre funzioni, fondò un monastero benedettino chiamato San Gennaro fuori le mura, in cui poi sarebbe sorto l'attuale Ospedale San Gennaro. Tra le sue opere vi è anche un ricovero per i poveri e i pellegrini.
Ebbe il terzo posto fra i padri conciliari nel Sinodo svoltosi a Roma nell'861 e fu molto capace nel confutare gli errori dottrinali di Giovanni di Ravenna.
Divenuta drastica la contrapposizione tra la Chiesa Napoletana e il potere ducale, dopo varie razzie perpetrate dagli uomini di Sergio II, emise una scomunica contro chiunque avesse tentato rubare il tesoro della cattedrale.
A seguito di ciò Sergio II lo fece incarcerare. Condannato all'esilio, dopo 21 mesi di cattività Atanasio morì a Veroli il 15 luglio dell'anno 872.

## Culto
La sua memoria cade il 15 luglio, ma è anche celebrato l'8 novembre insieme ai Santi Vescovi della Chiesa di Napoli.
Il suo corpo fu inumato nell'Abbazia di Montecassino, nell'877 fu traslato nelle Catacombe di San Gennaro e tra il XII secolo e il XIII secolo fu definitivamente portato nella Cattedrale napoletana.
Dal 1675 è venerato come compatrono della città di Napoli.